# Clemente Yerovi
Clemente Yerovi (Barcellona, 10 agosto 1904 – Guayaquil, 19 luglio 1981) è stato un politico ecuadoriano.
È stato Presidente ad interim dell'Ecuador dal marzo 1966 al novembre dello stesso anno.